# 阿尔巴伊拉泰
阿尔巴伊拉泰（義大利語：Albairate），是意大利米兰省的一个市镇。总面积14平方公里，人口4663人，人口密度333.1人/平方公里（2009年）。国家统计（ISTAT）代码为015005。